# Metsamor (Armavir)
Pour les articles homonymes, voir Metsamor (homonymie).
Metsamor (en arménien Մեծամոր ; jusqu'en 1946 Ghamarlu) est une communauté rurale du marz d'Armavir, en Arménie. Elle compte 1 410 habitants en 2009.

## Néolithique
La culture de Shulaveri-Shomu (8 000-6 000 ans avant le présent) a pu coexister avec d'autres cultures au sud du Caucase. Le site de Metsamor (en) (8 000-4 000 ans), près de Taronik (Arménie), révèle une ville fortifiée et une ville basse.